# Asda
Asda Stores Ltd. — британська мережа супермаркетів зі штаб-квартирою в Лідсі. Є дочірньою компанією «Walmart».
Друга після «Tesco» найбільша мережа супермаркетів у Великій Британії.